# Richard Wilson (político)
Richard Wilson (- 20 de febrero de 1957) fue un agricultor y político irlandés. Fue elegido a la Dáil Éireann en la elecciones generales 1922 por el Partido de los Granjeros en la Teachta Dála (TD) por la circunscripción de Kildare–Wicklow.
Fue reelecto en las elecciones generales 1923, esta vez representando a la circunscripción de Wicklow. Perdió su asiento en las elecciones generales de junio de 1927 y fue un candidato sin éxito en las elecciones generales de septiembre de 1927. Fue elegido miembro de la Seanad del Estado Libre Irlandés en 1928, del Partido Cumann na nGaedheal y más tarde afiliado al Fine Gael. Siguió siendo un miembro hasta que fue abolida en 1936. 